# Ma Dai
Ma Dai var en general fra Shu i perioden med Kinas Tre Kongeriger i det 3. århundrede. Han var Ma Chaos fætter og kendt for at have dræbt Wei Yan på Zhuge Liangs ordre.
| Historie | Spire Denne historieartikel er en spire som bør udbygges. Du er velkommen til at hjælpe Wikipedia ved at udvide den. |